# Даша Корейка
Да́рья Алексе́евна Мака́рова (род. 18 января 2001, Тоновка, Тамбовская область; урождённая — Макси́м Алексе́евич Матве́ев), более известная как Да́ша Коре́йка, — российская стримерша и блогер. Первую известность получила как тиктокер с женским образом фрика. Новая волна популярности была связана с ведением треш-стримов на Twitch, а после — с признанием трансгендерности и переходом в транс-женщину.

## Биография
Максим Алексеевич Матвеев родился 18 января 2001 года (или 2002) в селе в Тамбовской или Воронежской области. Окончил 9 классов школы и вместе с братом Романом уехал в Тамбов, чтобы поступить в Тамбовский техникум железнодорожного транспорта.
В 2020 году начал вести TikTok с женским фрик-образом, называя себя Дашей Карейкой (намеренно искажая слово «кореянка») и «Иконой БТС». Благодаря этому приобрёл первую известность. Уже тогда она идентифицировала себя женщиной и сразу подверглась аутингу со стороны своего брата. В техникуме не приняли гендерную идентичность девушки, впоследствии она вынужденно перешла в другой колледж. Там о её деятельности уже знали и приняли холодно, однако, несмотря на это, она всё-таки окончила учебное заведение. Затем Дарья переехала в Москву, но из-за нехватки денег ей пришлось вернуться обратно в Тамбов. Там она начала вести стримы на «Твиче», и благодаря уже имевшейся аудитории на других платформах её стримы стали собирать первые тысячи зрителей, и этого хватило, чтобы заработать на вторую попытку переезда в столицу.
В конце 2021 года Дарья начала трансгендерный переход. Девушка сменила паспортные данные, а также прошла несколько операций, в ходе которых ей удалили кадык, провели феминизацию лица, увеличили грудь. Процесс перехода вёлся в прямом эфире.

## Уголовное дело
В январе 2023 года сообщалось, что в отношении блогеров Даши Корейки и Хилми Форкса возбудили административное дело за «пропаганду ЛГБТ» (статья 6.21 КоАП РФ). Кроме того, проводилась проверка по статье 242 Уголовного кодекса РФ («Незаконные изготовление и оборот порнографических материалов или предметов»). Инициатором проверки стала депутат Госдумы Яна Лантратова, которая указала, что блогеры публиковали групповые видео со сценами разврата, употребляли алкоголь, рекламировали наркотики, делали прямые эфиры из палаты, где проводилась операция по «смене пола».